# Бичаев, Артём Александрович
Арте́м Алекса́ндрович Бича́ев (род. 4 апреля 1990, Рославль, РСФСР, СССР) — российский общественный и политический деятель. Депутат Государственной думы Федерального собрания Российской Федерации VIII созыва. Первый заместитель председателя комитета Государственной Думы по развитию гражданского общества, вопросам общественных и религиозных объединений. Член Президиума Генерального совета Всероссийской политической партии «ЕДИНАЯ РОССИЯ».
Из-за поддержки российско-украинской войны находится под персональными международными санкциями 35 стран.

## Биография
Родился 4 апреля 1990 года в городе Рославль Смоленской области.
Со школьной скамьи активно включился в общественную деятельность — стал уполномоченным по защите прав участников образовательного процесса при уполномоченном по правам человека в Смоленской области. Школьникам демонстрировал, как строится общественная работа, как защитить себя и своих близких, занимался их правовым образованием.
После окончания средней школы № 33 в Смоленске поступил в Саратовскую государственную юридическую академию. В 2010 году стал координатором проектов Всероссийской общественной организации «Молодой гвардии Единой России» и был избран членом Молодёжной администрации Смоленской области.
В 2012 году окончил Саратовскую государственную юридическую академию.
В 2012 году после окончания учёбы в академии поступил на работу в Смоленскую областную Думу.
Был избран Председателем Молодёжного Парламента при Смоленской областной Думе. Вместе с друзьями создали Благотворительный фонд помощи детям с особенностями развития «Опора» и всегда старался быть там, где нужна помощь.
С 2013 по 2019 год начальник департамента по работе с регионами Исполкома Общероссийского общественного Движения "Народный Фронт «ЗА РОССИЮ» ОНФ.
С 2019 по 2021 год заместитель Руководителя Исполкома ОНФ по региональной работе.
В сентябре 2021 года получил мандат депутата Государственной Думы VIII созыва от партии Единая Россия.

## Международные санкции
Из-за поддержки российско-украинской войны находится под персональными международными санкциями разных стран.
23 февраля 2022 года внесён в санкционные списки стран Евросоюза за действия и политику, которые подрывают территориальную целостность, суверенитет и независимость Украины и ещё больше дестабилизируют Украину.
24 февраля 2022 года включён в санкционный список Канады «близких соратников режима» за голосование о признании независимости «так называемых республик в Донецке и Луганске».
24 марта 2022 года, на фоне вторжения России на Украину, включён в санкционный список США за «соучастие в войне Путина» и «поддержку усилий Кремля по вторжению в Украину», Госдеп США заявил что депутаты Госдумы используют свои полномочия для преследования инакомыслящих и политических оппонентов, нарушают свободу информации, ограничивают права человека и основные свободы граждан России.
По аналогичным основаниям, с 11 марта 2022 года находится под санкциями Великобритании. С 25 февраля 2022 года находится под санкциями Швейцарии. С 26 февраля 2022 года находится под санкциями Австралии. С 12 апреля 2022 года находится под санкциями Японии. Указом президента Украины Владимира Зеленского от 7 сентября 2022 находится под санкциями Украины. С 3 мая 2022 года находится под санкциями Новой Зеландии.

## Доход и имущество
За 2021 год официальный доход — 4 597 тысяч рублей.